# Tulkarem

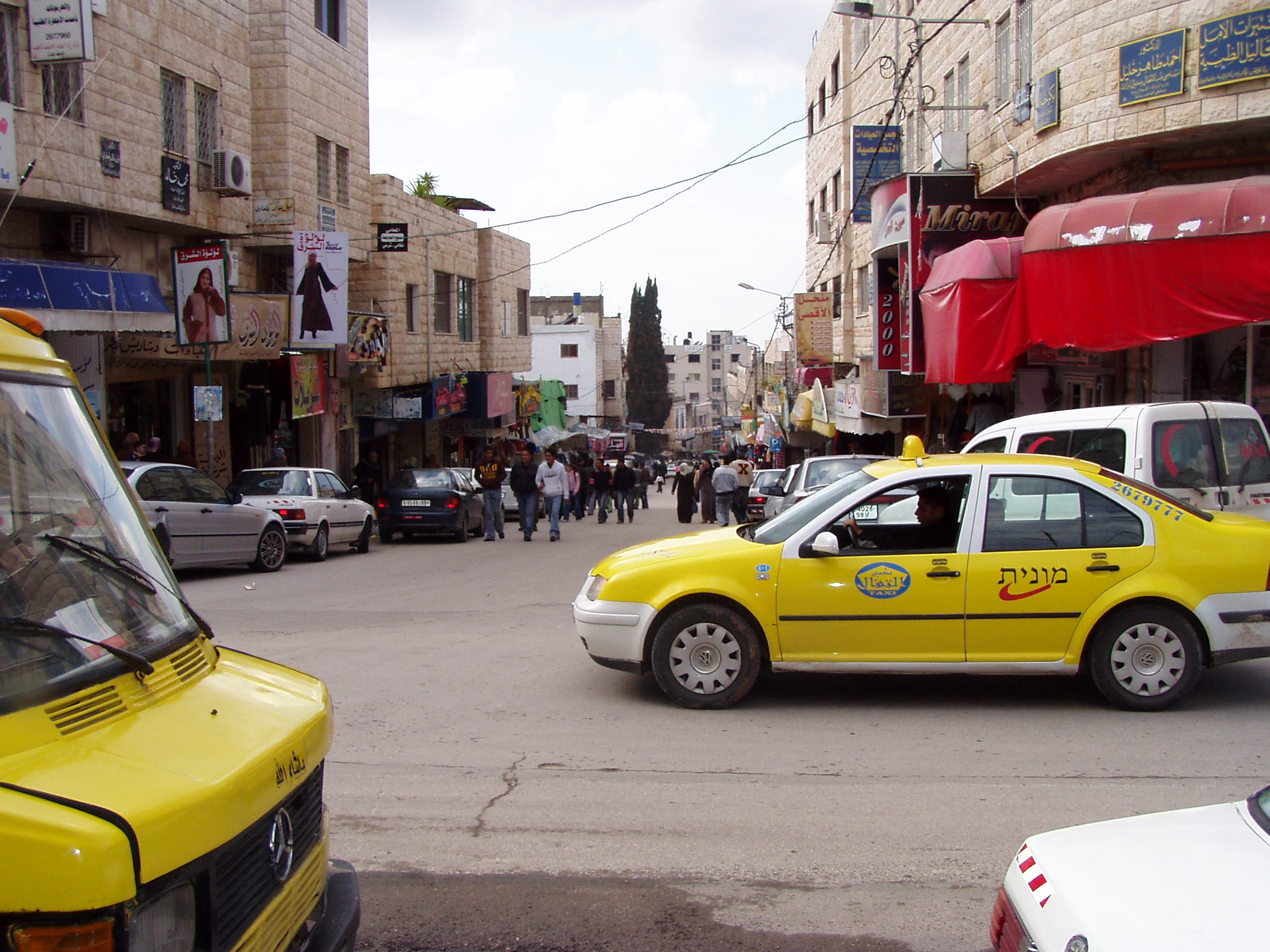
Calle de París, en el centro de Tulkarem.

Tulkarem (en árabe: طولكرم‎, romanizado: tulkarm; en hebreo: טול כרם‎, romanizado: tol kram) es una de las principales ciudades palestinas de Cisjordania, al norte de las montañas de Samaria. Es el centro administrativo de la gobernación homónima y está bajo el área de control de la Autoridad Nacional Palestina.
Situada cerca de la Línea Verde, dista 15 km de las ciudades palestinas de Nablus y Yenín al este, y 15 km de la ciudad israelí de Netanya al oeste. Según una proyección de la Oficina Central de Estadísticas de Palestina, su población en 2024 se estima en unos 72 391 habitantes, a los que habría que sumar 11 140 habitantes más del campamento de refugiados de Tulkarem y 7205 del campamento de Nur Shams. De su territorio de 28 793 dunams, 6500 están ocupados por asentamientos israelíes, infraestructuras y el muro de separación.

## Etimología
El nombre provendría del árabe Tulkarm, cuyo significado es «monte generoso», o del arameo Toor Karma, «monte de los viñedos».

## Geografía física
Tulkarem se extiende sobre una superficie de casi 14 km², a una altitud de entre 65 y 125 m s. n. m. Está situado sobre uno de los principales acuíferos de Cisjordania —compartido con Israel—, que es la principal fuente de agua potable de la ciudad. Tiene un suave clima subtropical con temperaturas mínimas de 9 °C en invierno y máximas de 30 °C en verano. Las precipitaciones son de 538 mm al año y se concentran en los meses de invierno.
El río Zaimer (Wadi Zaimer) atraviesa el municipio de este a oeste, desde Nablus hacia el Mediterráneo. Está bastante contaminado por las industrias de la parte occidental de Nablus.

## Historia

### Edad Antigua y Edad Media
Los restos arqueológicos de Tulkarem y sus aldeas vecinas indican que la zona ha estado poblada desde la Edad de Bronce. El primer asentamiento habría sido levantado por los cananeos unos 3000 a. C. En la antigüedad, allí pasaban las rutas que enlazaban el valle del río Jordán con los puertos mediterráneos, y los romanos construyeron un pueblo llamado Berat Soreqa.
Por su situación geográfica y topográfica, Tulkarem adquirió cierta importancia estratégica y económica. Se asienta en el flanco del primer monte que domina la llanura costera, con una amplia perspectiva ininterrumpida hacia el oeste, y por este motivo el sitio era fácil de defender y atacar a la vez. Las colinas y los montes no solamente eran más seguros que la llanura que servía de vía de tránsito entre Siria y Egipto, sino que también eran más saludables porque en invierno los arroyos de los montes solían formar pantanos en las tierras bajas, propicios al mosquito de la malaria. Como la llanura era más fértil, allí se extendían las zonas de cultivo, y los pueblos se levantaban en tierras más altas y más seguras, a proximidad de los campos. Al final de las Cruzadas la zona era poco poblada debido a la inseguridad, pero hasta el periodo de la Tanzimat (reforma administrativa) otomana, a principios del siglo XIX, la zona fue densamente poblada.
Los primeros musulmanes que poblaron Tulkarem fueron militares kurdos que llegaron bajo el reinado de Saladino, en 1187, para proteger los accesos a Jerusalén desde el oeste. Los primeros habitantes árabes llegaron del sur de Palestina en torno a 1230, al final de la época ayubí. Eran granjeros y ganaderos que habían emigrado de Arabia varias generaciones antes. Un segundo grupo de árabes llegó en la época mameluca, en el siglo XIV, procedentes de la cercana Nablus y de África del Norte. Un tercer grupo llegó del Néguev y de la región de Hebrón, en busca de una zona segura y de tierras fértiles.
Después de las Cruzadas, a finales del siglo XII, Palestina fue de nuevo gobernada por los musulmanes y la mayor parte de las tierras de Tulkarem fueron establecidas como waqf para el mantenimiento de la madrasa (escuela musulmana) Al-Farisiyya de Jerusalén, situada al norte de Al-Haram al-Sharif (Explanada de las Mezquitas). En el siglo XIII, Tulkarem fue conquistada por los mamelucos que la gobernaron hasta 1516, año en que el Imperio Otomano conquistó toda Palestina, una dominación que terminaría con el final de la Primera Guerra Mundial.

### Período Otomano
En los primeros años de la dominación otomana, el waqf de Tulkarem fue transferido a la madrasa Al-Jawhariyya, una escuela del Barrio musulmán de la Ciudad Vieja de Jerusalén. Bajo el waqf establecido por el sultán Solimán el Magnífico, la población de Tulkarem contaba con 95 hogares, lo que equivalía a unas 522 personas. En la primera mitad del siglo XVI, en los defterleri (registros administrativos, catastrales y fiscales) del imperio otomano, Tulkarem aparecía como parte de la nahiyah (subdistrito) de Qaqun, en el sanjak (distrito) de Nablus. Según los defterleri de 1596, tenía 176 hogares, lo que podría equivaler a una población de 968 personas. En esa época, Tulkarem era el pueblo más poblado del distrito de Nablus.
Durante el período otomano, la mayoría de la población era musulmana de rito suní, y la mayor parte de los habitantes era felahín (campesinos). Como en muchas ciudades palestinas, Tulkarem era gobernada desde la época árabe por una élite de extensos grupos familiares (hamulas) establecidos desde generaciones sobre la base de lazos de sangre o matrimonios, y cuyos derechos sobre las tierras se basaban en la costumbre y no en la ley escrita. Cada clan, o hamula, estaba ligado a los otros clanes por medio de una serie de obligaciones, lo que no evitaba frecuentes conflictos de influencia y rivalidades. La reforma administrativa de la Tanzimat de 1839 reforzó el centralismo otomano, y el poder de los clanes familiares locales fue transferido en parte a los burócratas otomanos. En 1858, Tulkarem se convirtió en un centro administrativo, y en 1868, dado que la madrasa Al-Jawhariyya de Jerusalén había dejado de existir, las tierras del waqf fueron repartidas entre los campesinos locales. Pero las hamulas conservaron los puestos administrativos, judiciales y religiosos de más alto nivel y consiguieron mantener su estatus social y económico. En 1886, Tulkarem adquirió el estatus de municipio.
Tulkarem sufrió muchos ataques diversos a lo largo de los siglos, pero el más mortífero ocurrió en la primavera de 1799, cuando fue atacado por el ejército francés al mando del general Kléber, que marchaba sobre Acre evitando la llanura abierta. Los franceses quemaron las cosechas y los karmis (habitantes de Tulkarem) resistieron con una guerra de guerrillas. La ciudad fue vencida tras ser bombardeada por las tropas francesas con tiros de artillería que ocasionaron numerosas víctimas. Sufrió otros duros combates durante la ocupación de Palestina y la Gran Siria por Egipto entre 1831 y 1840.
El ferrocarril del Hiyaz, que fue inaugurado en 1908 y unía Medina y Damasco, tenía una estación en Tulkarem, que el ejército otomano utilizó como base militar durante la Primera Guerra Mundial.

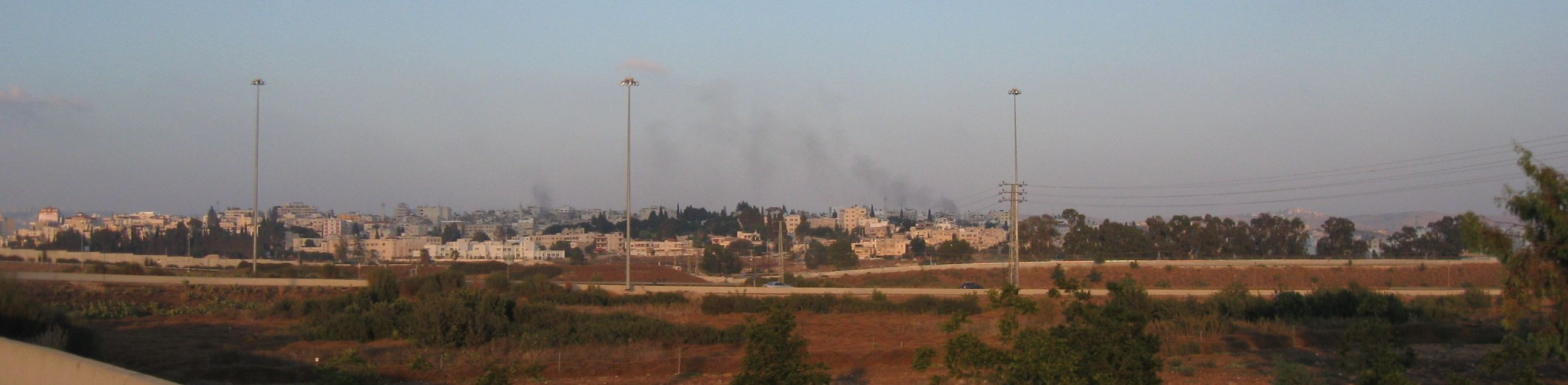
Vista general de Tulkarem.

### Mandato Británico
Tras la derrota del imperio otomano, los británicos conquistaron Tulkarem en 1918 y la integraron en la Palestina bajo Mandato Británico en 1920. Según el censo de 1931, Tulkarem (incluyendo sus suburbios) tenía una población total de 5368 habitantes: 5056 musulmanes, 128 cristianos, 33 judíos, 12 samaritanos y 2 drusos. Era un próspero centro comercial y un punto de enlace entre el Mediterráneo y el interior.

### De 1947 al final delsigloXX
El Plan de la ONU para la partición de Palestina de 1947 situó buena parte de los campos de la llanura en el territorio del futuro Estado de Israel. La consiguiente guerra árabe-israelí de 1948 puso fin al servicio ferroviario, y miles de palestinos expulsados de Israel buscaron asilo en Tulkarem donde fueron realojados en dos campos de refugiados, uno en el municipio y otro en Nur Shams, a tres kilómetros. La línea de demarcación, llamada Línea Verde, dejó la llanura en territorio israelí y el pueblo del lado árabe, bajo administración jordana.
La Guerra de los Seis Días y la ocupación israelí de los territorios palestinos paradójicamente borró la frontera entre Israel y Cisjordania, lo que permitía que los israelíes vinieran a comprar frutas y verduras en el mercado de Tulkarem, y que los palestinos fueran a trabajar en las fábricas de la región de Tel Aviv. Pero con la ocupación, los israelíes empezaron a confiscar tierras para construir nuevos asentamientos para colonos o para fines militares. En 1995, en aplicación de los acuerdos de Oslo, Israel se retiró de la ciudad que pasó a ser gobernada por la recién creada Autoridad Nacional Palestina. Tulkarem es desde entonces una de las ocho ciudades palestinas que constituyen la zona A de Cisjordania.

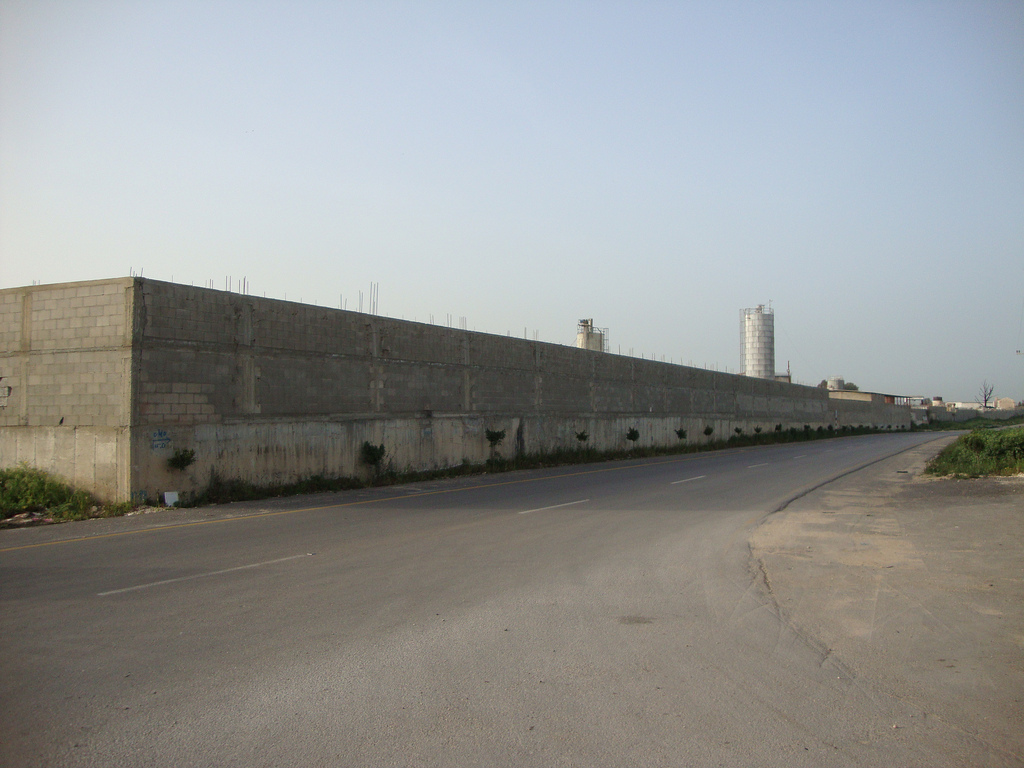
Planta química de Tulkarem.

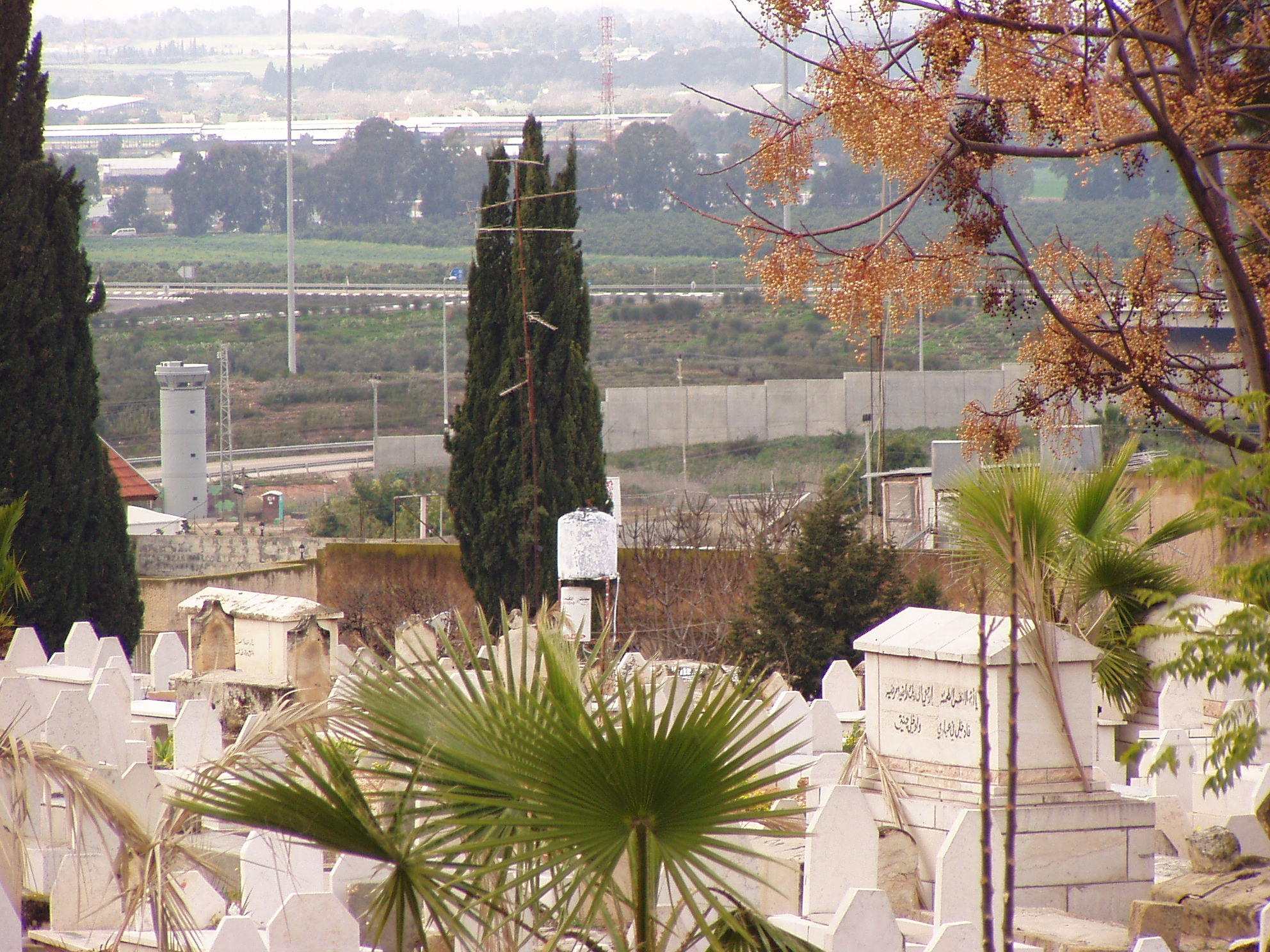
Cementerio de Tulkarem con la barrera de separación al fondo.

En la década de 1980, una empresa química de la ciudad israelí de Netanya se estableció en Tulkarem, en el lado palestino de la Línea Verde, después de haber tenido que dejar su lugar de origen por denuncias de contaminación por parte de los habitantes. Tras los Acuerdos de Oslo, los oficiales israelíes y palestinos acordaron la instalación de 9 zonas industriales en territorio palestino a lo largo de la Línea Verde de Cisjordania y de la Franja de Gaza, que crearían puestos de trabajo para los palestinos. En el marco de este acuerdo, otras 10 empresas químicas israelíes se han instalado en Tulkarem —la última en 2007—, en una zona de 5 km² denominada en hebreo Nizzane Ha Shalom («Brotes de Paz»).

### sigloXXI: Segunda Intifada
Durante la Segunda Intifada Tulkarem, al igual que otras ciudades palestinas, fue reocupada por Israel durante varias semanas tras el asesinato del ministro de turismo israelí el 20 de octubre de 2001. A finales de noviembre, una misión internacional encabezada por la ONU visitó la ciudad para comprobar las consecuencias de la ocupación israelí y constató graves daños en edificios públicos y privados, así como en infraestructuras de suministro de luz y agua y en el alcantarillado, y destrucción de instalaciones agrícolas y de sistemas de irrigación. Por otro lado, el bloqueo militar hizo colapsar la economía de la ciudad al impedir la circulación de personas y bienes. Tras la retirada del ejército de la ciudad, los controles de sus accesos por las IDF seguían restringiendo seriamente la movilidad de sus residentes.
Según las IDF (Fuerzas de Defensa de Israel), muchos atentados contra militares y civiles israelíes se planeaban y se ejecutaban desde la ciudad, y las tropas israelíes multiplicaron las incursiones militares. En enero de 2002, tropas de infantería apoyadas por tanques, helicópteros y topadoras efectuaron una operación de gran envergadura en busca de terroristas: durante 30 horas registraron casas y detuvieron a varias decenas de personas. Organizaciones como Human Rights Watch denunciaron casos de coacción y utilización forzada de civiles en las operaciones militares. El 29 de marzo de 2002, tras un atentado suicida en un hotel de Netanya, Israel lanzó la Operación Escudo Defensivo en la que Tulkarem fue invadida de nuevo desde el 1 de abril al igual que otras ciudades palestinas como Ramala, Nablus, Yenín y Belén. El sitio duró alrededor de un mes en el que la población sufrió toques de queda de 24 horas, largos cortes de electricidad y agua, registros domiciliarios, destrozos en edificios, falta de alimentos y atención sanitaria, y paralización de la vida comunitaria.
Después de la Segunda Intifada, la barrera de separación fue construida en el límite oeste de la ciudad. Al sur de Tulkarem, se adentra en el territorio palestino desviándose hasta 3 km al este de la Línea Verde. La zona industrial ha quedado como un área amurallada en territorio palestino, y se sitúa en la zona de separación (Seam Zone) anexionada de facto por Israel.

### 2023-2024
En el marco de las operaciones del Ejército de Israel desarrolladas en Cisjordania en paralelo a la Guerra Israel-Gaza iniciada en 2023, las incursiones de las IDF se intensificaron también en Tulkarem.
El 6 de noviembre de 2023, las fuerzas israelíes acribillaron a cuatro palestinos dentro de un coche, a plena luz del día y delante de los vecinos. Les acusaban de terrorismo.
El 28 de diciembre de 2023, en el campo de refugiados de Nur Shams, seis jóvenes palestinos de entre 17 y 23 años murieron en un ataque israelí con drones mientras pasaban el rato en la calle trasteando con sus teléfonos móviles. El jefe del Sindicato de Médicos de Tulkarem informó de que los soldados israelíes detuvieron las ambulancias que transportaban a personas que habían resultado heridas en el bombardeo. Uno de los heridos fue apuñalado en el cuello, mientras que a otros dos los sacaron de las ambulancias y los golpearon con brutalidad.
El 17 de enero, el ejército israelí mató a 8 palestinos en el campo de refugiados de Nur Shams, en una operación que se saldó con decenas de detenciones, con la demolición de numerosas viviendas y con la destrucción total o parcial de comercios, casas y vehículos, dado que los israelíes entraron en el campamento con buldóceres blindados.
El 11 de marzo de 2024 una fuerza especial israelí, bajo dirección del Shin Bet, abrió fuego contra dos jóvenes que se encontraban en el interior de una tienda, alegando que uno de ellos, Muhamad Jaber, residente en Yenín, se dirigía hacia territorio israelí para llevar a cabo un atentado. Tanto Jaber como su compañero, Taufiq Aed Fabaz Hussein, fueron heridos de gravedad, pero los militares impidieron la llegada de las ambulancias. Jaber murió y Hussein falleció más tarde en el hospital donde lo trasladaron.
El 22 de abril terminó una redada israelí de 50 horas en el campamento de Nur Shams que causó al menos 14 muertos palestinos, entre supuestos milicianos y civiles, y dejó el barrio sin agua potable, internet ni electricidad, ni acceso a las ambulancias. Se estima que en Nur Shams hay medio centenar de combatientes de la Brigada de Tulkarem y milicianos que suelen enfrentarse a los militares si hay redadas. Las fuerzas israelíes destrozaron viviendas, comercios y las principales infrastructuras de electricidad y tuberías. Sus buldóceres destruyeron calles y carreteras. Se considera que se trata de una de las jornadas más letales y violentas en la Cisjordania ocupada en décadas.

## Geografía humana

### Organización territorial
El municipio de Tulkarem se organiza en torno a cinco áreas urbanas claramente identificadas: el centro de la ciudad de Tulkarem propiamente dicho, el campamento de refugiados, incrustado en el área urbana de Tulkarem, y tres pueblos satélites, Shuweike, Dhinnabe e Irtah. Entre el centro ciudad de Tulkarem y los pueblos de Shuweike e Irtah se extiende una llanura agrícola, tradicionalmente dedicada al cultivo de hortalizas, si bien se está convirtiendo en área urbana debido a la presión demográfica. El municipio está rodeado por el norte, este y sur por una serie de colinas sin urbanizar que ofrecen buenas perspectivas de expansión urbana.

### Economía
Debido a su suelo fértil, la economía de la ciudad se basa tradicionalmente en la agricultura, y particularmente en la producción y comercialización de frutas, verduras, aceite de oliva y encurtidos. El entorno de la ciudad tiene amplios olivares que produjeron 6000 toneladas de aceite y 7000 toneladas de aceitunas para conservas en 2006. La apicultura era tradicionalmente importante en Tulkarem, y su miel era renombrada por el sabor que le aportaban los naranjos y limoneros; pero buena parte de las plantaciones de cítricos han desaparecido y en el siglo XXI menos de 200 productores permanecen en la región.
La industria textil es uno de los motores económicos de la ciudad, con algunas fábricas de más de 200 empleados, y los talleres de bordados tradicionales son la mayor fuente de ingresos de las mujeres.
500 personas trabajan en la zona industrial dedicada principalmente a la industria química, pero varias organizaciones han denunciado serios problemas de contaminación del aire, de las aguas y de las tierras, así como el aumento de las enfermedades relacionadas con este tipo de contaminación en la población de Tulkarm. Las empresas fueron denunciadas por tirar deshechos contaminantes hacia tierras palestinas, pero las autoridades israelíes explicaron que estaban fuera de su jurisdicción. De hecho, la legislación laboral de Israel no es aplicada a los trabajadores palestinos de las empresas israelíes del complejo industrial, que cobran un tercio del salario estipulado, ni tienen derecho a bajas por enfermedad ni a vacaciones.

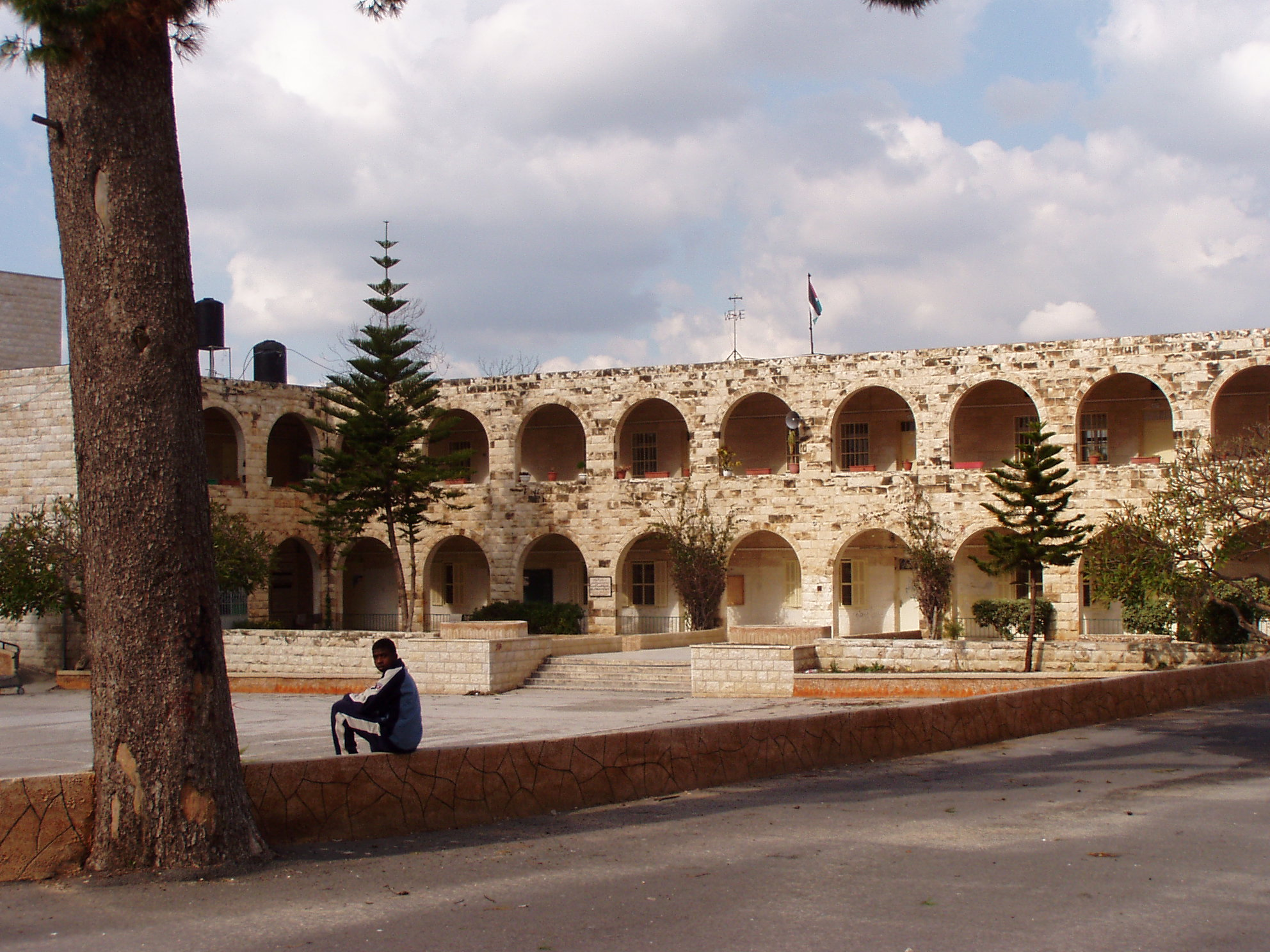
Instituto de enseñanza secundaria Al-Adawiah en Tulkarem.

## Educación
Los jóvenes representan un alto porcentaje de la población: 40 % tiene menos de 15 años, mientras que 4,3 % tiene más de 65 años. Tulkarem cuenta con unos 50 centros de educación primaria, 4 establecimientos de enseñanza secundaria, y dos universidades: la Universidad Kadoorie de tecnología e ingeniería –que alberga también una filial de la Universidad An-Najah de Nablus–, y una filial de la Universidad Abierta de Al-Quds.